# برايان آدامز (لاعب كرة قدم)
برايان آدامز (بالإنجليزية: Brian Adams)‏ (18 مايو 1947 بتوتنهام في المملكة المتحدة - ) هو لاعب كرة قدم بريطاني في مركز الوسط. لعب مع نادي ميلوول ونادي ويمبلدون.